# Танаєв Микола Тимофійович
Микола Тимофійович Танаєв (рос. Николай Тимофеевич Танаев; 5 листопада 1945 — 19 липня 2020) — киргизький державний і політичний діяч, прем'єр-міністр Киргизької Республіки у 2002—2005 роках.

## Життєпис
1969 року закінчив Джамбульський гідромеліоративно-будівельний інститут за спеціальністю «інженер-будівельник». 1973 року закінчив Університет марксизму-ленінізму.
Від 1979 року перебував на партійній роботі:
- 1979—1984 — перший заступник голови Ошського міськвиконкому.
- 1984 — закінчив Вищу партійну школу при ЦК КПРС за спеціальністю «економіка партійного будівництва». Того ж року закінчив Вищі офіцерські курси Радянської армії.

Потім працював у трестах «Ошстрой» і «Чуйпромстрой», де пройшов шлях від майстра до керівника трестів. У 1990-их роках очолював державну будівельну компанію «Кыргызкуркуш».
Від 2000 року знову на державній службі:
- 2000—2002 — перший віце-прем'єр;
- 2002—2005 — прем'єр-міністр Киргизстану;
- 2002 — голова Ради голів урядів країн-учасниць СНД;
- 2003 — голова Ради голів урядів країн Шанхайської організації співробітництва.

Після повалення Аскара Акаєва Микола Танаєв був першим і єдиним державним високопосадовцем, який негайно подав у відставку. Його залучили до комісії, що проводила перемовини з Акаєвим у Москві й переконала його скласти повноваження президента. Після цього Танаєв на запрошення губернатора його рідної області переїхав працювати до Пензи.